# Maria Petronella Woesthoven

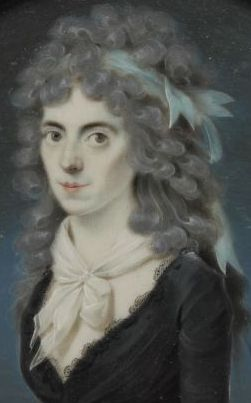
Maria Petronella Woesthoven, Porträt von Leonardus Temminck

Maria Petronella Woesthoven (* 25. Oktober 1760 in Dantumawoude, Friesland; † 26. Januar 1830 in Amsterdam) war eine niederländische Dichterin.

## Leben
Maria Petronella Woesthoven wurde am 25. Oktober 1760 in Dantumawoude als Tochter von Johannes Woesthoven (1722–1794) und Wiepke Jacobs († 1766) geboren. Ihr Vater war Kornett der niederländischen Armee. Sie wuchs in Dantumawoude mit dem älteren Bruder Johannes Jacobus und der jüngeren Schwester Catharina Rebecca auf. Ein weiterer älterer Bruder war jung gestorben. Die Familie zog 1764 in den Westen des Landes und als Maria sechs Jahre alt war, starb ihre Mutter während der Schwangerschaft mit ihrem fünften Kind. Ihr Vater heiratete 1767 erneut. Seine zweite Frau war Hendrika Bloemendaal aus Den Haag. Sie sorgte dafür, dass Maria und ihre Schwester Catharina zu Hause in Englisch, Französisch und Deutsch sowie in Geschichte und Literatur unterrichtet wurden. Die Familie zog auch dann regelmäßig aufgrund der Militärzugehörigkeit ihres Vaters um und sie lebte in Den Haag, Oostzanen und Wageningen. Dort wurde ihr Vater 1772 zum Major erhoben. In Amsterdam erhielt sie Unterricht in Mathematik bei Gerrit Brender à Brandis, Gründer der Amsteldamse Dicht- en Letteroefenend Genootschap, deren Mitglied sie 1786 wurde. In Astronomie wurde sie vom Utrechter Mathematikprofessor Jan Frederik van Beeck Calkoen unterrichtet.
Sie heiratete 1785 in Amsterdam den Notar Samuel Elter (1757–1808). Drei Monate später heiratete ihre Schwester Catharina den Schriftsteller und Juristen Willem Bilderdijk. Als ihr Schwager 1795 ohne seine Frau ins Exil ging, blieb deren gemeinsames Kind Louise Sibilla bei ihr und sie war für die Ausbildung ihrer Nichte zuständig. Als Bilderdijk seine Tochter im Herbst 1797 nach Braunschweig kommen ließ, war Maria Woesthoven gerade selbst Mutter geworden, denn im Mai 1797 war ihr Sohn Frederik Joannes Bruinvis († 1871) geboren worden. Samuel Elter leitete im Jahr 1800 einen Scheidungsprozess ein, in dem er seine Frau des Ehebruchs beschuldigte. Es kam danach zu schweren gegenseitigen Vorwürfen. Maria beschuldigte ihren Mann, sie misshandelt zu haben und er beschuldigte sie, mit anderen Männern Geschlechtsverkehr gehabt zu haben. Die Scheidung wurde am 18. März 1803 gewährt. Maria Woesthoven wurde als schuldige Person benannt. Sie wurde aufgefordert, unter Eid zu erklären, keine Beziehung zu Jan van Heekeren gehabt zu haben, diesen Eid legte sie nicht ab. Der Sohn durfte dennoch bei ihr bleiben und sie heiratete nicht erneut.

## Werk und soziales Engagement
Maria Woesthoven war eine bekannte und geachtete Dichterin. Sie wurde von ihren Zeitgenossen gelobt und gewann Preise für ihre Gedichte. In der Vereinigung Amsteldamse Dicht- en Letteroefenend Genootschap war sie ab 1786 Mitglied, zudem Mitglied der Gesellschaft Kunst Wordt door Arbeid Verkregen (KWDAV). Zwischen 1790 und 1794 nahm Woesthoven an mehreren Jahresversammlungen teil und wurde 1793 und 1794 Mitglied des Beurteilungsausschusses. Zu ihrer Zeit war sie vermutlich die einzige Frau, die in der Hierarchie einer niederländischen Gesellschaft einen so hohen Rang erreichte.
Mit dem Gedicht De laud der vaderlandsche zeevaart konnte sie 1787 bereits viel Aufmerksamkeit erzielen. Sie lobte in dem Gedicht Ideale wie Freiheit, Reichtum, Religion, Heldentum und Zivilisation. Es wurde in dem Jahr von der Poesiegesellschaft „Amsteldam“ mit Gold ausgezeichnet. Zudem widmete sie ihr ein Gedicht. Im Jahr 1788 hatte die Gesellschaft Kunstliefde Spaart Geen Vlijt ihr Gedicht Der Mensch ist für die Ewigkeit geeignet mit Silber ausgezeichnet. Siebzehn ihrer spirituellen Lieder wurden in die mennonitische Sammlung Christelijke gezangen voor de openbare godsdienst (1796) aufgenommen. Sie war politisch interessiert und schrieb als Reaktion auf einen deutschen Zeitungsartikel über Johanna Catharina Gräfin van Ross, die 1812 in Warschau für „die niederländische Sache“ gearbeitet haben soll, in der Zeitschrift De Recensent ook der Recensenten einen langen Artikel über ihr heldenhaftes Leben.
Woesthoven pflegte einen umfangreichen Briefwechsel. Einige Briefe sind geheim. Besonders bekannt sind ihre Briefe an ihren Schwager Bilderdijk über allerlei Familienangelegenheiten, etwa über die Erziehung von Louise Sibilla. Mit ihm korrespondierte sie auch in literarischen Angelegenheiten und korrigierte während seines Auslandsaufenthalts seine Korrekturabzüge. Weitere bekannte Literaten, mit denen sie in Kontakt stand, waren Johannes Kinker, der auch ihr Anwalt war, und Pieter Nieuwland. Mit der Dichterin Johanna Elisabeth van de Velde-Helmcke war sie gut befreundet.
Ihr Werk geriet nach ihrem Tod im Jahr 1830 in Vergessenheit. Ihr Sohn, der von einfachem Gemüt war, war nicht in der Lage, sich um das dichterische Erbe seiner Mutter zu kümmern. Ein guter Bekannter, der Notar und Dichter J. M. Pfeil veröffentlichte 1859 eine Sammlung ihrer Gedichte.